# 羅伯茨 (愛達荷州)
羅伯茨（英語：Roberts）是一個位於美國愛達荷州傑佛遜縣的城市。

## 地理
羅伯茨的座標為43°43′11″N 112°07′45″W / 43.71972°N 112.12917°W，而該地的平均海拔高度為1456米（即4777英尺）。

## 人口
根據2010年美國人口普查的數據，羅伯茨的面積為0.81平方千米，當中陸地面積為0.79平方千米，而水域面積為0.02平方千米。當地共有人口580人，而人口密度為每平方千米716.05人。